# Mozambikaanse escudo
De Mozambikaanse escudo was het wettige betaalmiddel van Mozambique van 1914 tot 1980. Het was verdeeld in 100 centavos en de ISO 4217-code was MZE.

## Geschiedenis
De Mozambikaanse escudo verving de Mozambikaanse real met een wisselkoers van 1 MZE = 1.000 reis. Tot 1977 was de wisselkoers gekoppeld aan de Portugese escudo. Gedurende de eerste jaren gaf Mozambique zijn eigen bankbiljetten uit, maar de gebruikte munten waren Portugees. Pas in 1935 werden specifieke munten voor Mozambique geslagen. In 1975 werd voorgesteld om een nieuwe munteenheid, de Mozambikaanse metical, te creëren ter vervanging van de escudo, maar deze werd nooit uitgegeven. Uiteindelijk verving de Mozambikaanse metical in 1980 de escudo.